# هینس (اورگن)
هینس (به انگلیسی: Hines) شهری در شهرستان هرنی ایالت اورگن است و در سرشماری سال ۲۰۱۱ میلادی، ۱٬۵۶۳ نفر جمعیت داشته که نسبت به سال ۲۰۱۰، ۰٫۱۳ درصد رشد جمعیت داشته‌است.

## موقعیت جغرافیایی
موقعیت جغرافیایی شهرها و مناطق اطراف به شرح زیر است: